# Meten

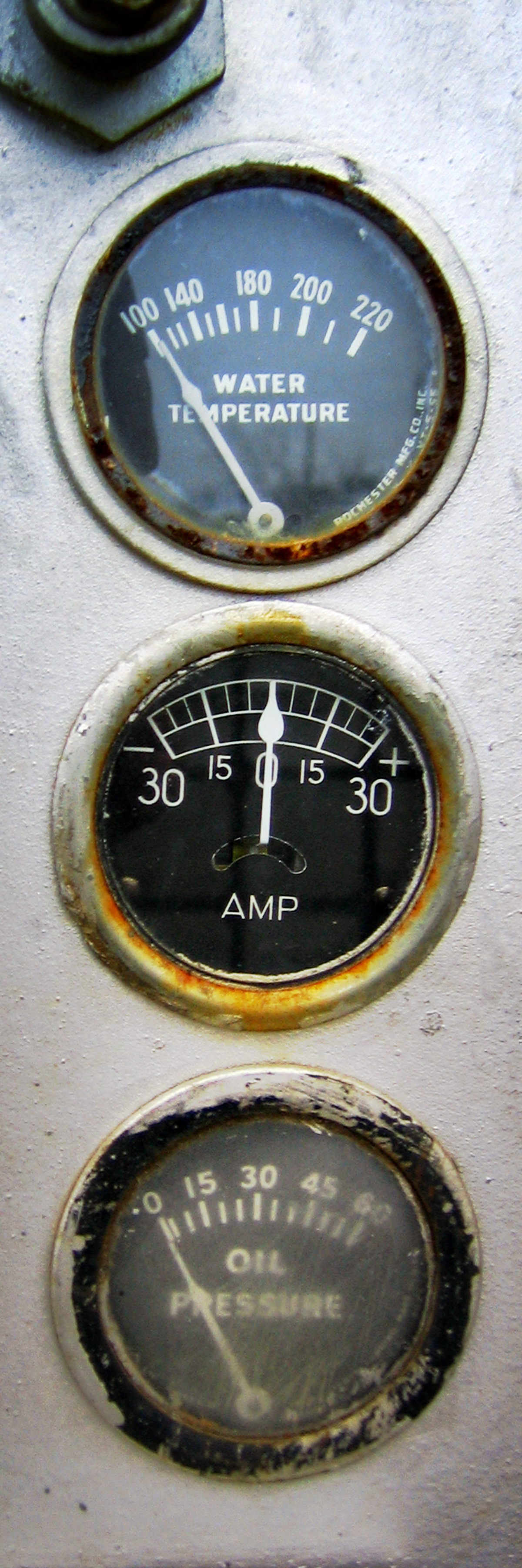
Diverse meters

Meten is het uitdrukken van een waargenomen grootheid in een getal met een relevante eenheid die vergeleken kan worden met andere waardes van eenzelfde grootheid. Hiervoor kunnen meetinstrumenten worden gebruikt. Meting is echter niet beperkt tot natuurkundige grootheden, maar strekt zich uit tot een kwantitatieve beschrijving van de gehele werkelijkheid.
Metingen zijn meestal kwantitatieve waarnemingen: het resultaat wordt in een getalwaarde en een eenheid uitgedrukt. Bij veel metingen wordt gebruik gemaakt van een meetinstrument voorzien van een vooraf afgesproken schaalverdeling.
Kwalitatieve waarnemingen zeggen iets over de aard van een variabele. Kwalitatieve waarnemingen zijn meestal directe (zonder instrument verrichte) waarnemingen met een interpretatie door de waarnemer. Kwalitatieve metingen worden gedaan als er geen betrouwbare kwantificatie mogelijk is, of wanneer kwantificatie te kostbaar of te tijdrovend is en de nauwkeurigheid minder belangrijk.

## Soorten meting en meetinstrumenten
Voorbeelden van metingen zijn:
- lengte met een liniaal, of met driehoeksmetingen
- temperatuur met een thermometer
- gewicht met een weegschaal
- tijdsduur met een chronometer
- hoek met een gradenboog
- inwonertal door telling
- elektrische spanning met een voltmeter
- prijsstijging van producten door vraagprijzen binnen een bepaald tijdsbestek met elkaar te vergelijken.
- consumentenvertrouwen met behulp van een vragenlijst
- het gemiddelde inkomen met behulp van data van banken en/of werkgevers.
- iemands gemoedstoestand met behulp van een psychologische vragenlijst

## Nauwkeurigheid
Voor het nauwkeurig meten van grootheden zijn ge-eigende meetapparatuur en  meetmethoden noodzakelijk: het vakgebied van de metrologie. Een wezenlijk aspect van de metrologie is een juiste schatting te kunnen maken van de meetfout. Een gemeten waarde is namelijk nooit exact gelijk aan de werkelijke waarde van de gemeten grootheid.
Om metingen wereldwijd te kunnen vergelijken is er een internationale afspraak gemaakt over te gebruiken eenheden: het SI-stelsel.
Factoren die een rol spelen bij het ontstaan van afwijkingen (meetfouten) zijn:
- het meetobject
- het gebruikte meetinstrument
- een menselijke fout
- de meetomstandigheden
- bij metingen aan zeer kleine deeltjes: de kwantummechanische onzekerheid

De techniek gaat steeds verder en de eisen worden steeds hoger. De klant en de ontwerper van een product bepalen de vorm en de gewenste nauwkeurigheid. De maker zal aan die eisen moeten voldoen. Daarom is het belangrijk om te weten hoe je de maten en vorm moet meten.

## Geometrische meettechniek
Deze kan betrekking hebben op:
- maten
- hoeken
- vorm- en plaatstoleranties
- oppervlakteruwheid

In het algemeen zullen het lengte- en hoekmetingen zijn. Immers de dwarsdoorsnede van een as of van een gat is evenzeer een lengte als bijvoorbeeld de afstand tussen twee gaten. Er zijn voor de metingen uiteraard wel verschillende meetgereedschappen nodig. Meten kan geschieden met aanwijzende en niet aanwijzende meetgereedschappen. De laatste, ook wel pasmiddelen of kalibers genoemd, zijn bedoeld voor:
- het aanbrengen van een instelling
- kalibratie

De voor kalibratie bedoelde pasmiddelen geven geen beeld van de aard en de kwaliteit. Zij geven slechts een goed /fout indicatie. Pas bij afkeur is gekend of er te groot of te klein is geproduceerd. Met kalibers wordt dus niet een meetwaarde geleverd.
Eindmaten en instelringen mogen alleen worden gebruikt om ander gereedschap in te stellen. Het zijn geen kalibers!
Bij aanwijzende meetgereedschappen krijgen wij een meetwaarde. Dat kan een absolute waarde zijn, maar ook een relatieve ten opzichte van een eindmaat. Om een waarde te kunnen afgeven, bezitten de instrumenten een ingebouwde maatstandaard. Om een kleine waarde goed te kunnen aflezen, wordt een mechanisch, optisch, pneumatisch of elektronisch versterkingssysteem ingebouwd. Hierbij treden fouten op. Speling in een meetklok is een mechanisch euvel, maar ook bij andere systemen komen dergelijke problemen voor.
Gemeten waarden kunnen analoog (aanwijzend op een schaal) of digitaal (met cijfers) worden weergegeven.
Het meetresultaat kan ook op papier worden vastgelegd. Dit wordt bijvoorbeeld vaak gedaan bij ruwheidsmetingen en rondheidsmetingen. Ook kan dat analoog – met een lijn op een papier met een schaalverdeling – of digitaal – door een getal of een reeks getallen (o.a. machines).
Voor meten is vaak een meetopstelling noodzakelijk; dan is hulpmeetapparatuur onmisbaar: dat zijn referentievlakken (vlakplaten), verder bevestiging- en ondersteuningsmiddelen voor het product (centerbokken, v-blokken, parallelstukken) en ten slotte de hulpmiddelen voor bevestiging en positionering van de meetopnemer (meetstatief met of zonder referentievlak). Bedenk dat deze hulpmiddelen mede de nauwkeurigheid van een meting bepalen.

## Door meten tot weten
De Leidse natuurkundige Heike Kamerlingh Onnes introduceerde in zijn inaugurele rede De beteekenis van het quantitatief onderzoek in de natuurkunde (Leiden, 11 november 1882) de uitdrukking Door meten tot weten waarin naast het belang van meten ook tot uitdrukking komt dat meten alleen niet voldoende is voor begrip.

Naar mijn inzicht moet bij de proefondervindelijke beoefening der natuurkunde het streven naar quantitatief onderzoek, d.w.z. naar het opsporen van de maatbetrekkingen in de verschijnselen, op den voorgrond staan. Door meten tot weten, zou ik als zinspreuk boven elk physisch laboratorium willen schrijven

Een verwante, onder technici bekende uitspraak is: meten is weten. Hiermee wordt gewezen op het grote belang van het uitvoeren van metingen voor het beschikbaar maken van concrete, feitelijke informatie. Een enkele keer wordt daaraan toegevoegd: maar alleen als je weet wat je meet, om te benadrukken dat het interpreteren van metingen niet altijd eenvoudig is. In de praktijk is meten nog niet weten: er ontstaan veel soms dubieuze gegevens die pas betekenis krijgen als ze gecorrigeerd en geïnterpreteerd worden aan de hand van vooronderstellingen. Een meting wordt meestal gedaan met een bepaalde vooronderstelling. Meestal kan een verschijnsel niet direct en zonder bijeffecten gemeten worden en hangt de betekenis af van een theorie.

## Voetnoot
1. ↑  Dirk van Delft, Heike Kamerlingh Onnes : een biografie : de man van het absolute nulpunt, uitg. Bert Bakker, Amsterdam 2005, p. 168